# Alnus hanedae
Alnus hanedae är en björkväxtart som beskrevs av Suyinata. Alnus hanedae ingår i släktet alar, och familjen björkväxter. Inga underarter finns listade.